# Domenico Gambino
Pour les articles homonymes, voir Gambino.
Domenico Gambino, né à Turin le 17 mai 1890 et mort à Rome le 16 avril 1968, est un acteur, scénariste et réalisateur italien.
Gambino a joué Saetta, l'un des rivaux de Maciste. Saetta a eu sa propre série de films au début des années 1920. En 1931 Gambino a réalisé le film allemand Le Guide de Zakopane (en).

## Filmographie partielle

### Acteur
- 1909 : Ettore Fieramosca
- 1913 : Plus fort que Sherlock Holmes (Più forte che Sherlock Holmes) de Giovanni Pastrone : Saltarelli
- 1914 :  Cabiria de Giovanni Pastrone
- 1915 :  Ettore Fieramosca
- 1924 :  Maciste imperatore
- 1928 :  Diebe
- 1931 :  Der Bergführer von Zakopane
- 1932 :  On a perdu la vedette
- 1945 :  Les ennuis de Monsieur Travet

### Réalisateur
- 1917 : La spirale della morte (it) - coréalisé avec Filippo Costamagna et interprétation
- 1918 : Gyp (it) - coréalisé avec Paolo Trinchera (it)
- 1920 : Il sotterraneo fatale - réalisation et interprétation
- 1920 : Saetta contro Golia - coréalisé avec Michele Malerba et interprétation
- 1921 : Saetta e il club dei Ciuffi - coréalisé avec Mario Roncoroni (en) et interprétation
- 1921 : Saetta contro l'orco di Marcouf - coréalisé avec Michele Malerba et interprétation
- 1921 : Saetta più forte di Sherlock Holmes - coréalisé avec Mario Roncoroni et interprétation
- 1925 : Saetta Mefistofele - réalisation et interprétation
- 1928 : Diebe - coréalisé avec Edmund Heuberger et interprétation
- 1928 : Die letzte Galavorstellung des Zirkus Wolfson (en) - réalisation, scénario et interprétation
- 1929 : Aféra v grandhotelu (en) - coréalisé avec Edmund Heuberger (en) et interprétation
- 1929 : Ich hab mein Herz im Autobus verloren - coréalisé avec Carlo Campogalliani et interprétation
- 1931 : Le Guide de Zakopane (en) (Der Bergführer von Zakopane) - coréalisé avec Adolf Trotz et interprétation
- 1938 : Lotte nell'ombra - réalisation et scénario
- 1939 : Traversata nera - réalisation et scénario
- 1940 : Il segreto di Villa Paradiso (it)
- 1940 : Arditi civili (it)
- 1940 : La donna perduta (it)
- 1942 : La pantera nera (it)
- 1948 : Un mese d'onestà - réalisation et interprétation
- 1949 : Torna a Napoli - réalisation et scénario
- 1951 : Destino (it) - coréalisé avec Enzo Di Gianni
- 1954 : L'Élue d'un jour (it) (La Luciana)

### Scénariste
- 1951 :  Serenata tragica